# Gestas
Pour les articles homonymes, voir Gestas.
Cet article concerne la commune des Pyrénées-Atlantiques. Pour le ruisseau du Gestas, voir Gestas (ruisseau).
Gestas (en basque Jeztaze, en gascon Gestars) est une commune française, située dans le département des Pyrénées-Atlantiques en région Nouvelle-Aquitaine.
La commune est une enclave du pays basque en Béarn, province de Soule tant sur le plan historique que culturel et linguistique. En effet 67,14 % de sa population parlait le basque en 2010.
Le gentilé est Jeztaztar.

## Géographie

### Localisation

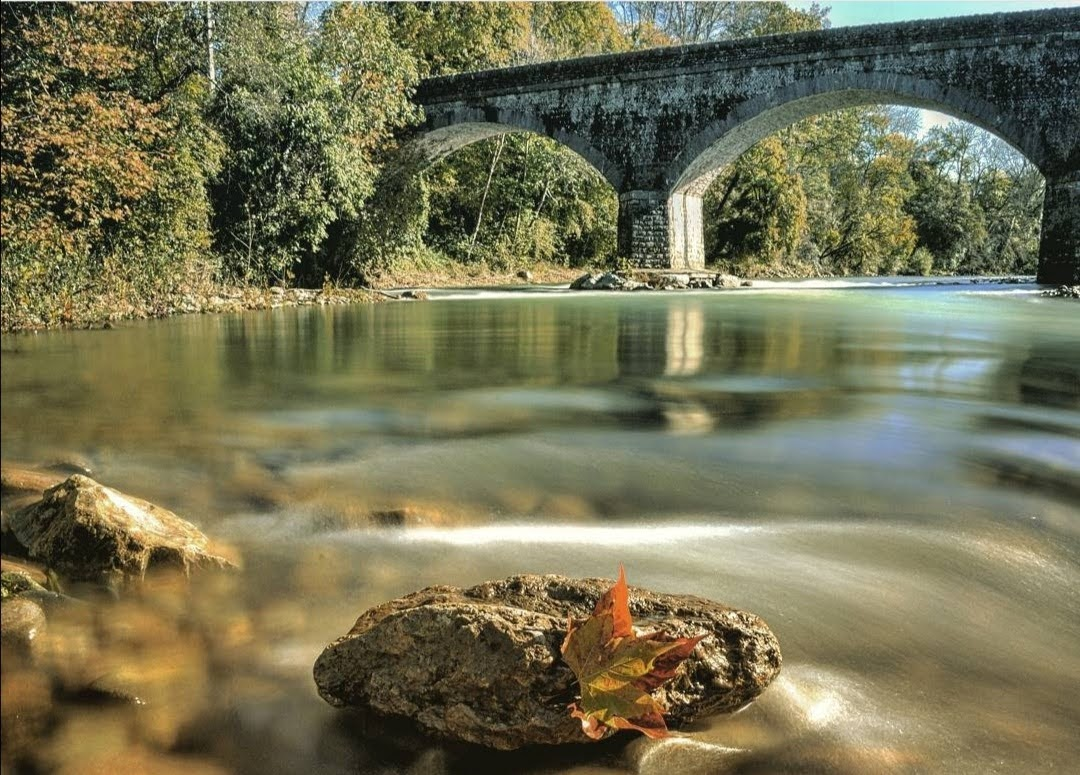
Pont de Gestas

La commune de Gestas se trouve dans le département des Pyrénées-Atlantiques, en région Nouvelle-Aquitaine.
Elle se situe à 55 km par la route de Pau, préfecture du département, à 34 km d'Oloron-Sainte-Marie, sous-préfecture, et à 29 km de Mourenx, bureau centralisateur du canton du Cœur de Béarn dont dépend la commune depuis 2015 pour les élections départementales.
La commune fait en outre partie du bassin de vie de Sauveterre-de-Béarn.
Les communes les plus proches sont : 
Rivehaute (0,9 km), Tabaille-Usquain (1,0 km), Nabas (2,2 km), Espiute (2,5 km), Montfort (3,9 km), Charre (3,9 km), Aroue-Ithorots-Olhaïby (4,3 km), Barraute-Camu (4,3 km).
Sur le plan historique et culturel, Gestas fait partie de la province de Soule. 

### Communes limitrophes
Les communes limitrophes sont  Espiute, Montfort, Nabas, Rivehaute et Tabaille-Usquain.
|         | Tabaille-Usquain | Montfort  |
| Espiute | Gestas           |           |
|         | Nabas            | Rivehaute |

### Hydrographie

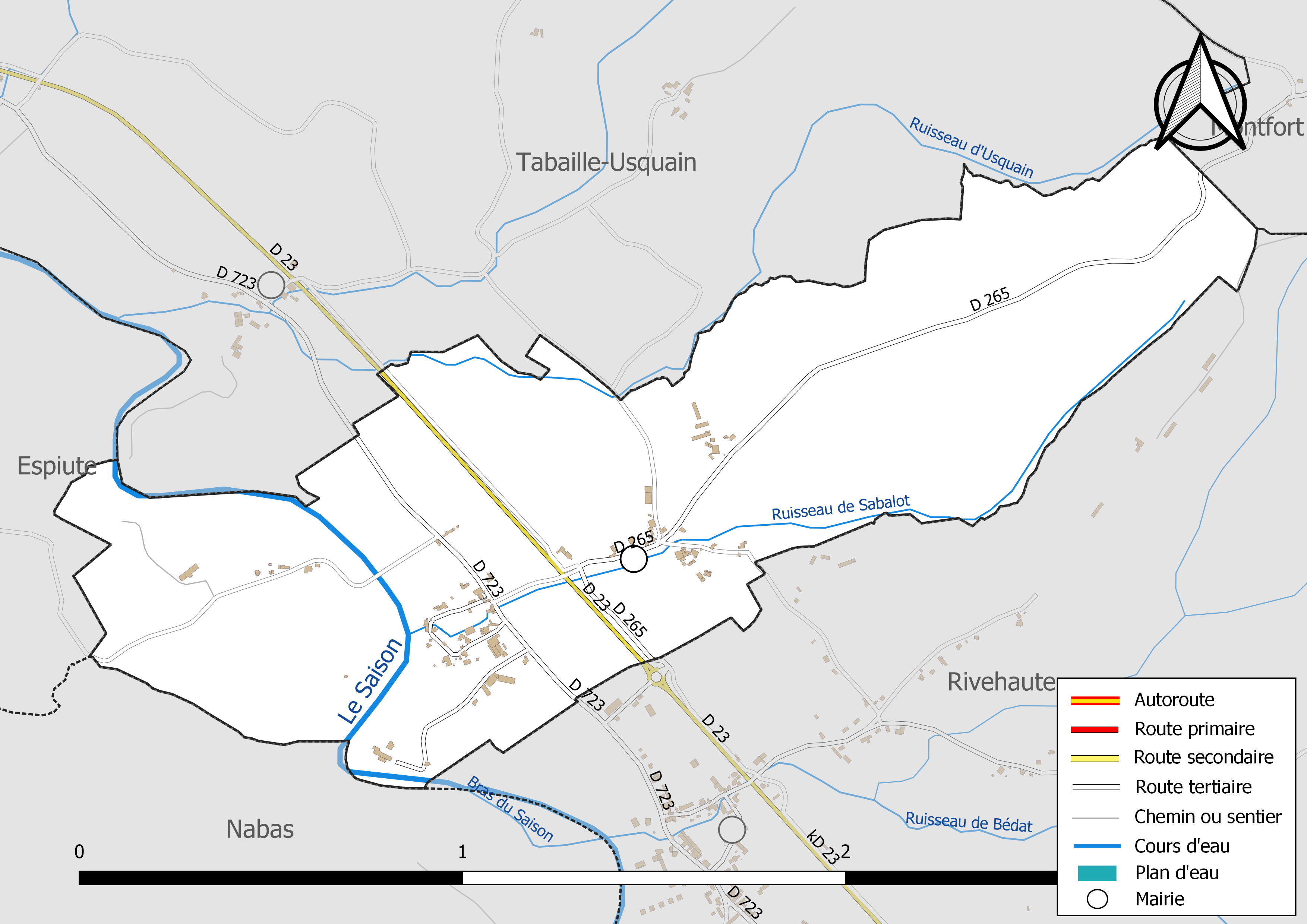
Réseaux hydrographique et routier de Gestas.

La commune est drainée par le Saison, le ruisseau de Sabalot, le ruisseau d'Usquain et par deux petits cours d'eau, constituant un réseau hydrographique de 4 km de longueur totale,.
Le Saison, d'une longueur totale de 72,2 km, prend sa source dans la commune de Larrau et s'écoule du sud vers le nord. Il traverse la commune et se jette dans le gave d'Oloron à Autevielle-Saint-Martin-Bideren, après avoir traversé 31 communes.

### Climat
Pour des articles plus généraux, voir Climat de la Nouvelle-Aquitaine et Climat des Pyrénées-Atlantiques.
Historiquement, la commune est exposée à un micro climat océanique basque.  
En 2020, Météo-France publie une typologie des climats de la France métropolitaine dans laquelle la commune est exposée à un climat de montagne et est dans la région climatique Pyrénées atlantiques, caractérisée par une pluviométrie élevée (>1 200 mm/an) en toutes saisons, des hivers très doux (7,5 °C en plaine) et des vents faibles.
Pour la période 1971-2000, la température annuelle moyenne est de 13,7 °C, avec une amplitude thermique annuelle de 13,8 °C. Le cumul annuel moyen de précipitations est de 1 341 mm, avec 11,8 jours de précipitations en janvier et 8,7 jours en juillet. Pour la période 1991-2020, la température moyenne annuelle observée sur la station météorologique la plus proche, située sur la commune de Saint-Gladie-Arrive-Munein à 5 km à vol d'oiseau, est de 14,3 °C et le cumul annuel moyen de précipitations est de 1 323,1 mm,. Pour l'avenir, les paramètres climatiques de la commune estimés pour 2050 selon différents scénarios d’émission de gaz à effet de serre sont consultables sur un site dédié publié par Météo-France en novembre 2022.

### Milieux naturels et biodiversité

#### Réseau Natura 2000
Le réseau Natura 2000 est un réseau écologique européen de sites naturels d'intérêt écologique élaboré à partir des Directives « Habitats » et « Oiseaux », constitué de zones spéciales de conservation (ZSC) et de zones de protection spéciale (ZPS).
Un site Natura 2000 a été défini sur la commune au titre de la « directive Habitats » : « le Saison (cours d'eau) », d'une superficie de 2 200 ha, un cours d'eau de très bonne qualité à salmonidés,.

#### Zones naturelles d'intérêt écologique, faunistique et floristique
L’inventaire des zones naturelles d'intérêt écologique, faunistique et floristique (ZNIEFF) a pour objectif de réaliser une couverture des zones les plus intéressantes sur le plan écologique, essentiellement dans la perspective d’améliorer la connaissance du patrimoine naturel national et de fournir aux différents décideurs un outil d’aide à la prise en compte de l’environnement dans l’aménagement du territoire.
Une ZNIEFF de type 2 est recensée sur la commune, : 
le « réseau hydrographique du gave d'Oloron et de ses affluents » (6 885,32 ha), couvrant 114 communes dont 2 dans les Landes et 112 dans les Pyrénées-Atlantiques.

## Urbanisme

### Typologie
Au 1er janvier 2024, Gestas est catégorisée commune rurale à habitat très dispersé, selon la nouvelle grille communale de densité à sept niveaux définie par l'Insee en 2022.
Elle est située hors unité urbaine et hors attraction des villes,.

### Occupation des sols

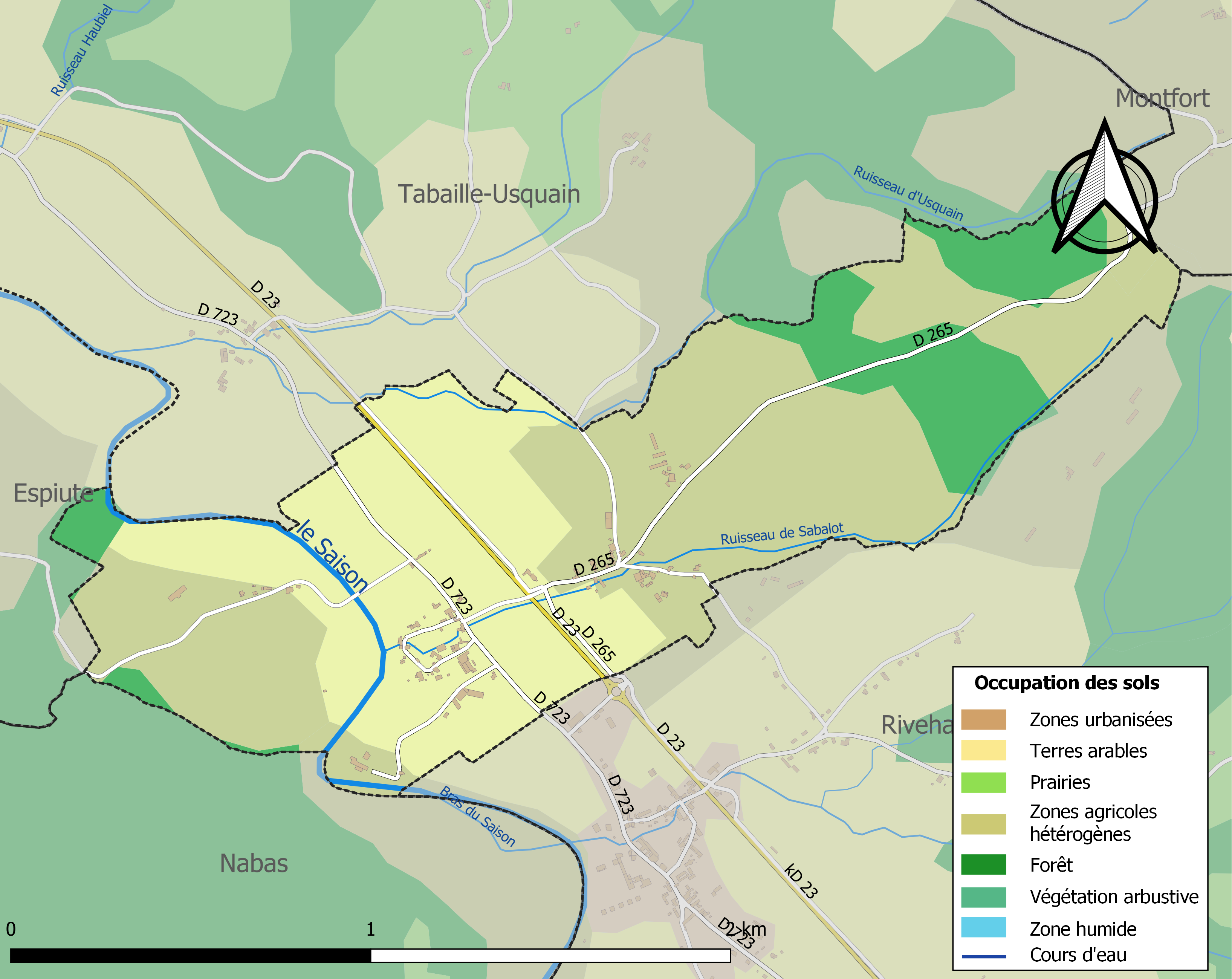
Carte des infrastructures et de l'occupation des sols de la commune en 2018 (CLC).

L'occupation des sols de la commune, telle qu'elle ressort de la base de données européenne d’occupation biophysique des sols Corine Land Cover (CLC), est marquée par l'importance des territoires agricoles (85,1 % en 2018), une proportion sensiblement équivalente à celle de 1990 (85 %). La répartition détaillée en 2018 est la suivante : 
zones agricoles hétérogènes (50,5 %), terres arables (34,6 %), forêts (14,9 %). L'évolution de l’occupation des sols de la commune et de ses infrastructures peut être observée sur les différentes représentations cartographiques du territoire : la carte de Cassini (XVIIIe siècle), la carte d'état-major (1820-1866) et les cartes ou photos aériennes de l'IGN pour la période actuelle (1950 à aujourd'hui).

### Lieux-dits et hameaux
Deux quartiers composent la commune de Gestas :
- Quartier du Haut (Gañeko kartiera en basque)
- Quartier du Bas (Peko kartiera en basque)

### Voies de communication et transports
La commune est desservie par les routes départementales D244, D265 et D723.

### Risques majeurs
Le territoire de la commune de Gestas est vulnérable à différents aléas naturels : météorologiques (tempête, orage, neige, grand froid, canicule ou sécheresse), inondations et séisme (sismicité moyenne). Un site publié par le BRGM permet d'évaluer simplement et rapidement les risques d'un bien localisé soit par son adresse soit par le numéro de sa parcelle.
Certaines parties du territoire communal sont susceptibles d’être affectées par le risque d’inondation par une crue torrentielle ou à montée rapide de cours d'eau, notamment le Saison. La commune a été reconnue en état de catastrophe naturelle au titre des dommages causés par les inondations et coulées de boue survenues en 1982, 1983, 2009, 2014, 2018 et 2021,.

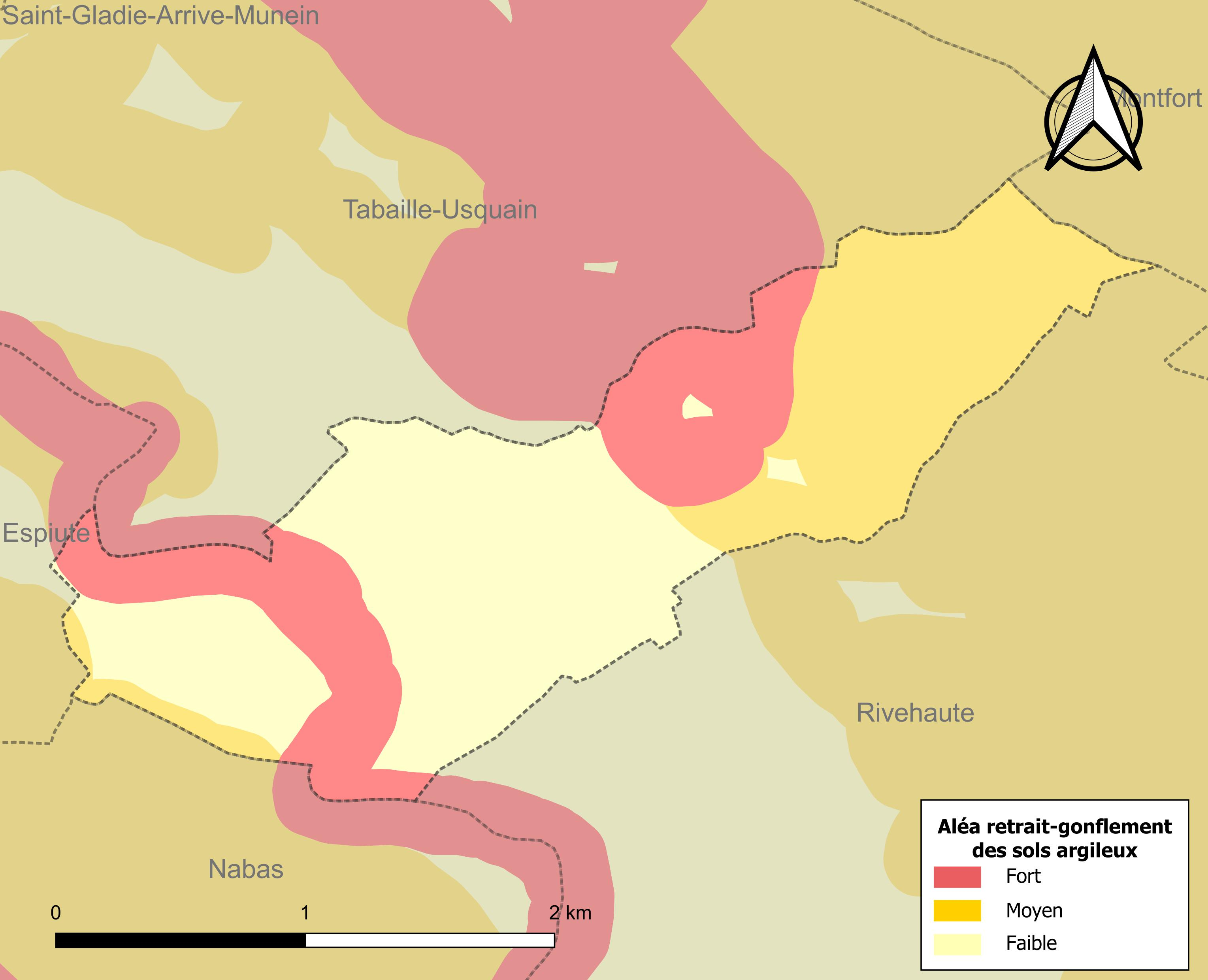
Carte des zones d'aléa retrait-gonflement des sols argileux de Gestas.

Le retrait-gonflement des sols argileux est susceptible d'engendrer des dommages importants aux bâtiments en cas d’alternance de périodes de sécheresse et de pluie. 55,3 % de la superficie communale est en aléa moyen ou fort (59 % au niveau départemental et 48,5 % au niveau national). Depuis le 1er octobre 2020, en application de la loi ELAN, différentes contraintes s'imposent aux vendeurs, maîtres d'ouvrages ou constructeurs de biens situés dans une zone classée en aléa moyen ou fort,.

## Toponymie

### Attestations anciennes
Gestas est un toponyme de base romane. Le giestars du Moyen Âge est la version gasconne du terme français Genestière. 
Le toponyme Gestas apparaît sous les formes 
Giestars (XIIe siècle, collection Duchesne volume CXIV), 
Gestazium et Gestaas (respectivement 1384 et 1385, notaires de Navarrenx), 
Gestaas (1385), 
Giestaas (1385, censier de Béarn) et 
Sanctus Joannes de Gestas (1655, insinuations du diocèse d'Oloron).

### Graphie en langue locale
Son nom béarnais est Yestas, en basque son nom actuel est Jeztaze.

## Histoire
Cette commune est au XIe siècle une seigneurie, berceau d'une famille de la noblesse chevaleresque qui a traversé l'Histoire de France jusqu'à nos jours, la famille de Gestas.
Une autre famille a porté le nom de Gestas, la famille Casamajor, éteinte au XIXe siècle.

## Langues
Gestas est une commune trilingue, de langues française, gasconne et basque. Le basque était la langue dominante avant le XIe siècle.[réf. nécessaire]

## Politique et administration

### Situation administrative
Gesta a fait partie de l'arrondissement de Bayonne jusqu'au 30 décembre 2016. À cette date, elle appartient désormais à celui d'Oloron-Sainte-Marie.

### Liste des maires
| Période                                  | Période  | Identité                   | Étiquette | Qualité |
| ---------------------------------------- | -------- | -------------------------- | --------- | ------- |
| Les données manquantes sont à compléter. |          |                            |           |         |
| avant 1995                               | 2008     | Maïté Idiart               |           |         |
| 2008                                     | 2014     | Jean-Melchior de Fabrègues |           |         |
| 2014                                     | En cours | Maryvonne Lagaronne        |           |         |

### Intercommunalité
La commune appartient à six structures intercommunales :
- le centre intercommunal d’action sociale de Sauveterre-de-Béarn ;
- la communauté de communes du Béarn des Gaves ;
- le SIGOM ;
- le syndicat AEP du pays de Soule ;
- le syndicat d’énergie des Pyrénées-Atlantiques ;
- le syndicat intercommunal des gaves et du Saleys.

## Population et société

### Démographie
L'évolution du nombre d'habitants est connue à travers les recensements de la population effectués dans la commune depuis 1793. Pour les communes de moins de 10 000 habitants, une enquête de recensement portant sur toute la population est réalisée tous les cinq ans, les populations de référence des années intermédiaires étant quant à elles estimées par interpolation ou extrapolation. Pour la commune, le premier recensement exhaustif entrant dans le cadre du nouveau dispositif a été réalisé en 2008.

En 2022, la commune comptait 75 habitants, en évolution de +13,64 % par rapport à 2016 (Pyrénées-Atlantiques : +3,78 %, France hors Mayotte : +2,11 %).
| 1793 | 1800 | 1806 | 1821 | 1831 | 1836 | 1841 | 1846 | 1851 |
| ---- | ---- | ---- | ---- | ---- | ---- | ---- | ---- | ---- |
| 184  | 196  | 201  | 157  | 226  | 227  | 215  | 203  | 200  |

| 1856 | 1861 | 1866 | 1872 | 1876 | 1881 | 1886 | 1891 | 1896 |
| ---- | ---- | ---- | ---- | ---- | ---- | ---- | ---- | ---- |
| 197  | 194  | 197  | 161  | 186  | 205  | 208  | 194  | 178  |

| 1901 | 1906 | 1911 | 1921 | 1926 | 1931 | 1936 | 1946 | 1954 |
| ---- | ---- | ---- | ---- | ---- | ---- | ---- | ---- | ---- |
| 193  | 193  | 187  | 149  | 156  | 138  | 118  | 120  | 116  |

| 1962 | 1968 | 1975 | 1982 | 1990 | 1999 | 2006 | 2008 | 2013 |
| ---- | ---- | ---- | ---- | ---- | ---- | ---- | ---- | ---- |
| 107  | 115  | 93   | 85   | 62   | 70   | 68   | 68   | 65   |

| 2018 | 2022 | - | - | - | - | - | - | - |
| ---- | ---- | - | - | - | - | - | - | - |
| 73   | 75   | - | - | - | - | - | - | - |

## Économie
La commune fait partie de la zone d'appellation de l'ossau-iraty.

## Culture locale et patrimoine

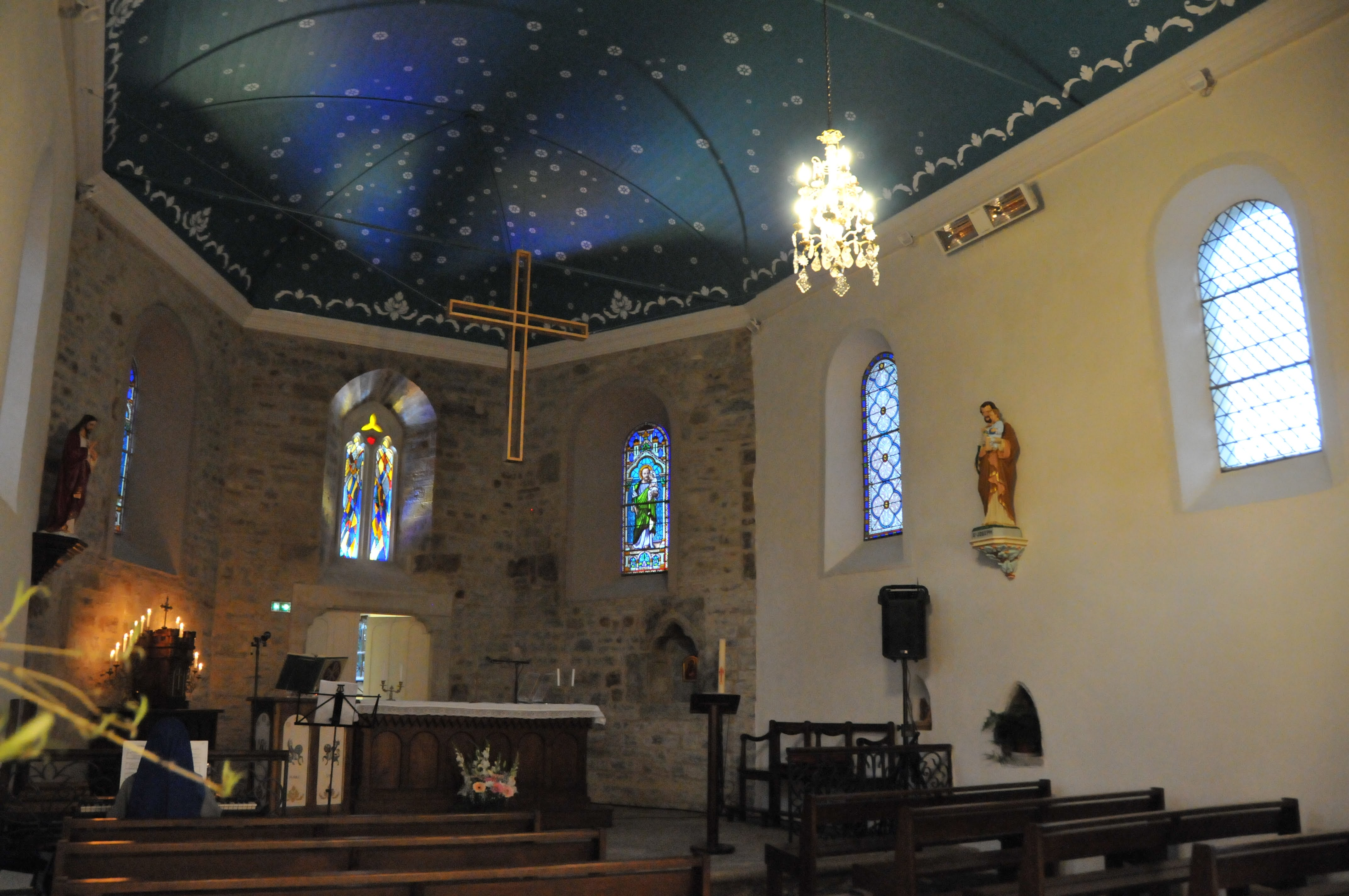
L'église Saint Jean Baptiste au ciel étoilé

La forme actuelle du charivari est celle de la sérénade nocturne (galarrotsa ou zintzarrotsa), manifestation d'indignation de la population à l'encontre d'une personne, tournée en dérision et mise publiquement en accusation. En 1793, vingt-cinq habitants de Gestas se saisirent de leur maire (le citoyen Etchebarne), et le promenèrent assis à l'envers sur un âne, ceint de son écharpe officielle.

### Patrimoine linguistique

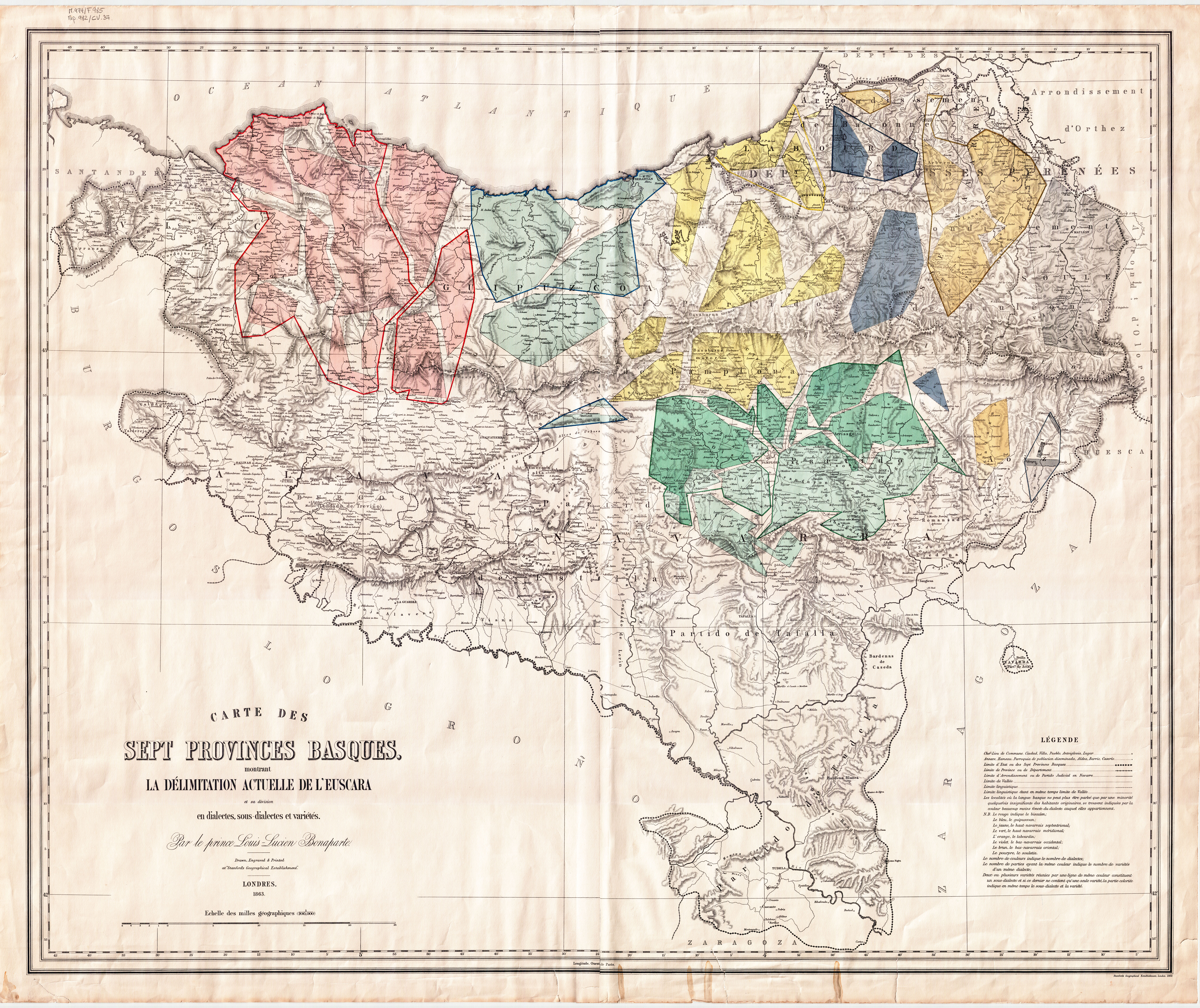
Carte des sept provinces basques (1), 1863

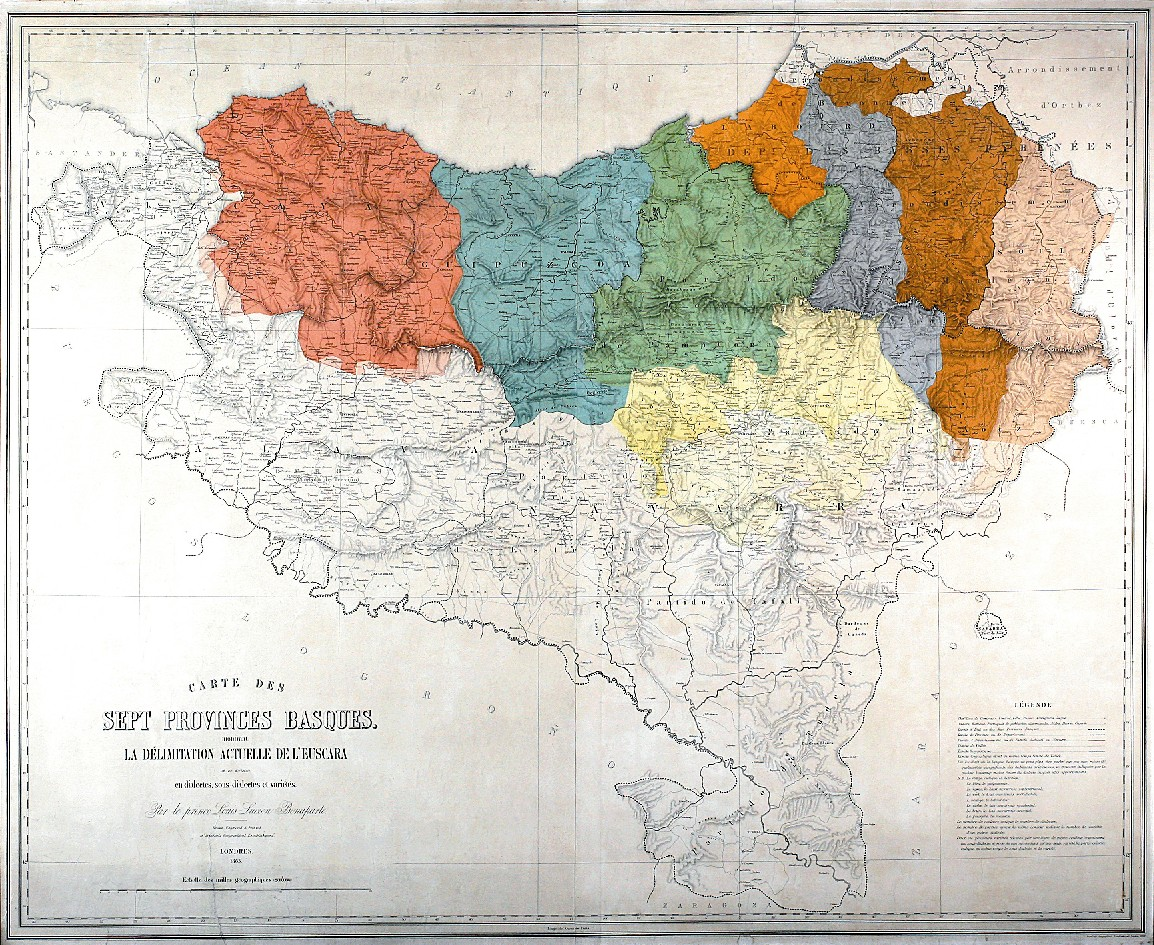
Carte des sept provinces basques (2), 1863

Les deux versions de la Carte des sept provinces basques montrant la délimitation actuelle de l'euscara en dialectes, sous-dialectes et variétés dressée en 1863 par le prince Louis-Lucien Bonaparte placent Gestas en dehors de l'aire bascophone.
Le Recueil de linguistique et de toponymie des Pyrénées réalisé en 1887 par Julien Sacaze  nous livre pour Gestas une version en gascon, composée d'une traduction de deux textes mythologiques, ainsi que d'une liste des micro-toponymes de la commune.
Le Recueil des idiomes de la région gasconne réalisé en 1894 par le linguiste Édouard Bourciez nous livre pour Gestas une version de la parabole de l'enfant prodigue traduite en gascon.
La carte du Pays basque français dressée en 1943 par Maurice Haulon laisse apparaître la "démarcation actuelle entre la langue basque et les dialectes romans", incluant Gestas dans l'aire gasconophone.
D'après la Morfología del verbo auxiliar vasco [Morphologie du verbe auxiliaire basque], Gestas n'est pas située dans l'aire bascophone.
Selon Jacques Allières qui dresse en 1977 la frontière linguistique de la langue basque, Gestas est située en dehors de la zone bascophone.

### Patrimoine religieux
La commune dispose d’une église, l’église Saint-Jean-Baptiste.